# Liste des maires de Sucy-en-Brie

## Liste des maires
| Période                                  | Période  | Identité                  | Étiquette             | Qualité                                                                         |
| ---------------------------------------- | -------- | ------------------------- | --------------------- | ------------------------------------------------------------------------------- |
| 2023                                     | En cours |                           |                       |                                                                                 |
| 2007                                     | 2023     | Marie-Carole Ciuntu       |                       | Avocate au barreau de Créteil                                                   |
| 1965                                     | 2007     | Jean-Marie Poirier        |                       | Député, sénateur...                                                             |
| 1947                                     | 1964     | Albert Pleuvry            |                       | Industriel                                                                      |
| 1946                                     | 1947     | Louis Hutin               |                       |                                                                                 |
| 1944                                     | 1946     | Francis Nespoulous        | ...                   |                                                                                 |
| 1942                                     | 1944     | Célestin Gachet           | (nommé par le préfet) |                                                                                 |
| 1919                                     | 1942     | Edouard Garciot           | ...                   |                                                                                 |
| 1908                                     | 1919     | Albert Paul Perrault      | ...                   | Négociant et industriel                                                         |
| 1892                                     | 1908     | Gabriel Martin Meyer      | ...                   | Propriétaire                                                                    |
| 1881                                     | 1892     | Charles Ginoux de Fermon  | ...                   | Propriétaire du Château de Sucy                                                 |
| 1878                                     | 1881     | Alphonse Berteaux         | ...                   | Propriétaire du Château de Grand-Val                                            |
| 1875                                     | 1877     | Jean-Baptiste Boullet     | (nommé par le préfet) | Propriétaire du Château de Montaleau                                            |
| 1871                                     | 1875     | Léopold-Henri Marsaux     | (nommé par le préfet) |                                                                                 |
| 1859                                     | 1871     | François-Etienne Lefèvre  | (nommé par le préfet) | Ingénieur géomètre, conseiller d'arrondissement du canton de Boissy-Saint-Léger |
| 1848                                     | 1859     | Gabriel-Augustin Desrioux | (nommé par le préfet) | Médecin                                                                         |
| 1846                                     | 1848     | Gabriel-Raymond Ginoux    | (nommé par le préfet) |                                                                                 |
| 1844                                     | 1846     | Gabriel-Augustin Desrioux | ...                   | Médecin                                                                         |
| 1838                                     | 1844     | Gabriel-Raymond Ginoux    | (nommé par le préfet) |                                                                                 |
| 1806                                     | 1838     | César Ginoux              | (nommé par le préfet) | Propriétaire du Château de Sucy                                                 |
| 1799                                     | 1806     | Jean-Médard Serpillon     | (nommé par le préfet) | Greffier-notaire                                                                |
| Les données manquantes sont à compléter. |          |                           |                       |                                                                                 |

## Pour approfondir